# Фор-Пойнт (Техас)
Фор-Пойнт (англ. Four Points) — переписна місцевість (CDP) в США, в окрузі Вебб штату Техас. Населення — 10 осіб (2020).

## Географія
Фор-Пойнт розташований за координатами 27°47′47″ пн. ш. 99°27′17″ зх. д. / 27.79639° пн. ш. 99.45472° зх. д. (27.796407, -99.454823).  За даними Бюро перепису населення США в 2010 році переписна місцевість мала площу 1,34 км², уся площа — суходіл.

## Демографія
Згідно з переписом 2010 року, у переписній місцевості мешкало 18 осіб у 4 домогосподарствах у складі 2 родин. Густота населення становила 13 осіб/км².  Було 5 помешкань (4/км²).
Расовий склад населення:
| - 100,0 % — білих |

До двох чи більше рас належало 0,0 %. Частка іспаномовних становила 94,4 % від усіх жителів.
За віковим діапазоном населення розподілялося таким чином: 55,6 % — особи молодші 18 років, 38,8 % — особи у віці 18—64 років, 5,6 % — особи у віці 65 років та старші. Медіана віку мешканця становила 14,5 року. На 100 осіб жіночої статі у переписній місцевості припадало 63,6 чоловіків;  на 100 жінок у віці від 18 років та старших — 166,7 чоловіків також старших 18 років.
Цивільне працевлаштоване населення становило 0 осіб. 